# 이시애
이시애(李施愛, ?~1467년 8월 12일)는 조선 초기의 무신이자, 군인, 반란자이다. 본관은 길주(吉州).
함경도 길주 출생이며, 경흥진 병마절제사를 거쳐 첨지중추부사, 판회령부사를 역임했다. 함길도에 대한 지역차별과 단종 폐위 등에 반발하여 형제 이시합, 매부 이명효, 함길도지역의 지역 유향소 등과 결탁, 이시애의 난을 일으켰다. 처음에는 함경도 토호들과 많은 농민의 호응에 따라 기세를 올렸으나, 결국 정부군에 체포되어 거열되었다.
지방의 호족으로 조선 초 북방민 회유정책으로 중용되어 호군 등을 지냈다. 이징옥의 난 이후 세조가 함경도 출신을 관직을 부여하는 것을 억제하고 중앙에서 직접 지방관을 파견하여 중앙 집권 및 왕권 강화를 꾀하자 자신의 지위에 큰 위협을 느꼈다. 이에 아우 이시합, 매부 이명효 등과 역모를 꾀하였다. 얼마 후에 모친상으로 잠시 휴직 중인 기회를 활용, 그해 양력 5월에 절도사이던 강효문을 죽이고 난을 일으켰다. 민심을 선동, 세력을 크게 과시하여 함흥까지 함락하였다.
한편 세조에게 거짓 장계를 올려 이간책을 활용, 조정의 내부를 크게 분열시켰다. 그의 군세가 강성하여 도통사 신면이 전사하기까지 했다. 그러나 구성군 준(浚( 혹은 귀성군이라고도 부른다.)과 장군 남이 등의 대대적인 토벌 공격에 의해 북청에서 두 차례에 걸쳐 크게 대패, 여진 부락으로 도주하던 중 조정에서 비밀리에 급파한 처조카 허유례의 계교로 부하 장수인 이주 · 이운로 등에게 체포되었다. 곧이어 토벌군의 진지 앞에서 아우 이시합 등과 함께 거열당하고 머리는 각 도(道)를 돌며 효시되었다. 함경남도 출신.

## 생애

### 초기 활동
이인화(李仁和)의 아들이다. 본관은 길주(吉州)라고 전하나 그의 선대에 대한 자세한 기록은 전하지 않는다. 할아버지는 함경도첨절제사와 문하부사(門下府事)를 검교(檢校)한 이원경(李原京)이고, 아버지 이인화는 함길도첨절제사(咸吉道僉節制使, 첨사)와 판영흥대도호부사(判永興大都護府事)를 지냈으며, 그의 집안은 대대로 길주에서 살아온 지방 호족 출신이었다.

### 관료 생활
일찍이 군관이 되었으며 조선초에 대북방민회유정책 아래 중용되어 1451년(문종 1년) 호군이 되고 여러 지방관을 역임했다. 1458년(세조 4년) 경흥진(慶興鎭) 병마절도사를 거쳐 첨지중추원사, 판회령부사를 역임하고 1461년 행지중추원사가 되었다.
그러나 왕권을 확립한 세조가 차차 북방민 등용을 억제하고 지방관을 직접 중앙에서 파견하여 중앙집권 체제를 강화하자 자신의 지위에 불안을 느끼게 되었다. 또한 세조의 정책에 불만을 품게 된다.
세조의 호패법 부활과 함길도의 지방관에 함길도 지역인사를 임명하지 않고 외지인을 임명했으며, 함길도인들에 대한 지역 차별이 계속되자 함길도의 토호였던 이시애 역시 자신들의 지위확보에 불안을 느끼고 있던 중, 1467년 어머니의 상을 당하여 관직을 사퇴하고 3년상을 하였다. 집안에 머무르고 있는 동안 그는 동생 이시합(李施合)과 매부 이명효(李明孝)와 모의하여 반란을 일으켰다.

### 이시애의 난

#### 반란 초반
1467년 모친상으로 휴직중인 기회를 이용, 북도의 민심을 선동하고 같은 해 12월 동북 지방의 군권을 쥐고 있던 함길도 절도사 강효문(康孝文) 등을 살해한 뒤 반란을 일으켰다.
이시애는 길주로부터 단천, 북청, 홍원으로 남하하면서 중앙에서 파견된 그곳 지방관들을 모두 죽이고 자기 스스로 왕명을 받은 절도사라 칭하여 거병하였다. 이시애는 '함길도의 절도사(節度使)가 진장(鎭將)들과 함께 반역을 음모하고 있다'고 선동하여 절도사 강효문(康孝文), 함경도관찰사 신면, 길주목사(吉州牧使) 설징신(薛澄新) 등을 죽이고 체찰사 윤자운(尹子雲)을 사로잡았다. 이어 '방금 남도의 군대가 바다와 육지로 쳐올라와서 함길도 군민(軍民)을 다 죽이려 한다'고 선동하자 흥분한 함길도의 군인과 민간인들이 유향소를 중심으로 일어나 타 지역 출신인 이 곳 수령들을 살해하는 등 함길도는 대혼란에 휩싸이게 되었다.
그는 함길도인들에 대한 지역 차별 철폐와 단종 폐위 문제를 구실삼아 회령에서 거병하였다. 이들은 남도의 군사가 해륙양방으로 쳐들어와 북도의 군민을 죽이려 한다는 소문을 퍼뜨려 지방민을 선동하여 민심을 혼란시키는 한편, 당시 동북지방의 군권을 쥐고 있던 함길도절도사 강효문(康孝文)과 그 휘하 군관들을 살해하고 각 지방의 수령들을 살육하여 반란을 일으켰다.
조정에는 거짓 장계를 올려 강효문을 역모죄로 처형하였다고 허위보고하였다. 이시애는 본도 절도사가 제진장(諸鎭將)과 함께 반역을 도모하여 이들을 처형하였다고 보고하여 자신들의 반란을 합리화하고, 그 당인(黨人)으로 하여금 지금 각 읍의 인민이 모두 화를 입을까 두려워하여 와언(訛言)이 분분하다고 상서하게 하는 한편, 본도인으로써 본도의 각 수령을 삼을 것을 요구하였다. 난이 일어나자 도내 각지의 유향소의 토호들과 농민들이 이에 호응하여 거대한 반란세력을 형성하게 되었다. 그는 스스로 절도사를 사칭, 북도민의 환심을 사 차차 세력을 확보한 뒤 단천(端川), 북청(北靑), 홍원(洪原) 등을 공략하고 함흥(咸興)을 점거하였다.

#### 관군과의 교전
이 보고를 조정에서 접하자 세조는 특별히 구성군 준(龜城君 浚)을 4도(四道) 병마도총사로 임명하여 4도의 군권을 주고, 호조판서 조석문(曺錫文)을 부총사, 허종(許琮)을 함길도절도사로 삼고, 강순(康純)‧어유소(魚有沼)‧남이(南怡) 등을 대장으로 삼아 3만의 관군을 동원시켜 반란군을 진압하게 하였다. 세조는 이들을 출동시켜 투항을 종용하였으나, 이시애는 반란이 아님을 상계하고 항복에 불응, 북도민의 중용을 거듭 요구하였다.
조정에서는 어유소, 귀성군, 남이 등에게 소수의 토벌대를 이끌고 출정시켰다. 그러나 반군의 기세가 거세자 귀성군 이준의 관군은 철원까지 퇴각했고 더 이상 진격하지 못하였다. 반란군은 함길도와 평안도까지도 영향을 넓혀가고 있었다. 세조는 다시 도총관 강순을 진북대장(鎭北大將)으로 삼아 평안도병력 3천명의 지휘권을 주어 영흥으로 나아가게 하고, 병조참판 박중선(朴仲善)을 평로장군(平虜將軍)으로 임명하여 황해도 병사 1천명을 이끌고 문천군으로 들어가게 하였다. 장군 어유소에게는 한성부 소속 경병(京兵) 1천명을 보내 구성군군을 돕게 하였다.
이시애는 중앙에서도 연락통을 띄워 '병마절도사 강효문 등이 한성부의 한명회(韓明澮), 신숙주(申叔舟) 등과 결탁하여 함길도 군대를 이끌고 서울로 올라가서 모반하려 하여 민심이 흉흉하니 함길도 사람을 고을의 수령으로 삼기 바란다'는 등 모략전술을 폈다. 세조는 이에 속아 한명회, 신숙주 등을 한때 투옥하였다가, 신면, 강효문 등이 처형된 소식을 접하고는 곧 구성군 준(龜城君 浚)을 병마도총사(兵馬都摠使)로 삼아 토벌군을 출동시켰다.

#### 전란 전반
1467년 5월 15일 귀성군은 겨우 강원도 북부에 있던 이시애군을 패퇴시키고 회양(淮陽)으로 나아갔다. 세조는 5월부터 각종 효유문(曉諭文)을 내려 보내고 지금이라도 항복하면 처벌하지 않겠다는 조건을 내세웠으나, 통지문을 들고 간 사자는 죽임당했다. 동시에 반군 지휘자들을 체포하는 자들에게는 현상금을 조건으로 걸었다. 6월 1일 억류되었던 체찰사 윤자운이 병사 한 사람과 옷을 갈아입고 극적으로 이시애의 진영에서 탈출해오자 귀성군은 윤자운을 호송한 뒤 철령을 넘어 안변에 진을 쳤고, 허종은 영흥으로 들어가 반군과 교전하였다.
그 동안에도 이시애는 때로 2백~5백여명의 군졸을 이끌고 마곡역(麻谷驛)에 나오기도 하고, 이시합은 홍원군 하탄동에서 귀성군의 부장 차운혁(車云革)에게 사로잡혔으나 거짓 속임수로 빠져나가기도 하였다.
관군의 공격을 받아 북청에서 두 차례 격전을 벌였으나 대패하였다. 처음 세조는 단천인 최윤손(崔潤孫)을 그에게 보내어 위무하고자 하였으나, 최윤손은 도리어 그에게 붙어 조정의 밀사(密事)를 모두 고하는 등 조정내부에서도 반란군과 내응하는 세력이 있었고, 또 한명회(韓明澮)‧권람(權擥)‧신숙주(申叔舟) 등의 중신들이 자기네와 내응하고 있다고 거짓 선전하여 반군토벌에 적지 않은 혼란과 차질이 초래되었다.

#### 세조의 강경책
세조는 효유문으로 마무리 지으려고 하였던 정책을 거두고, 궐내에 금고했던 신숙주 등의 중신을 풀어주는 동시에, 친정(親征)을 계획하는 등 강경책을 강구하였다.
이시애는 이같은 세조의 강경정책에 당황해 북청을 거쳐 이성(利城, 지금의 이원군) 다보동으로 본부를 옮겼다가 다시 북청군으로 근거지를 옮겼다. 이시애의 후퇴로 구성군의 관군은 6월 19일 함흥을 점령하고 홍원으로 나아가 서쪽인 함관령(咸關嶺) 아래 신원(新原)에 새 막사를 짓고 근거지로 하여 전군을 지휘하였다. 구성군은 강순을 북청 공략의 선봉으로 삼고 종개(鐘介), 산개(山介)의 두 산에 진지를 구축하게 하였다. 귀성군의 군사는 안변에서 평안도 지역의 이시애군을 격퇴하는 한편 강순은 박중선, 허종, 어유소 등과 더불어 종개령을 넘어 북청 앞의 평포(平浦)에서 이시애군을 궤멸시키고 진을 쳤다.
6월 19일 이시애군은 북청을 떠나 퇴각하고, 이시합은 2만여 명의 군졸을 북청 근처인 여주을현(汝注乙峴)에 주둔시키는 한편, 자신은 단천 이북의 여러 진군(鎭軍)과 여진족 500여 명을 합쳐 이성 고사리포(高沙里浦)에서 북청 어소(於所)로 나아가 관군을 협공하려 했다. 이를 모르는 관군은 북청성으로 진격해 들어갔다가 이시애군은 없었고, 주변에 있던 이시합군에 의해 포위되었다. 강순은 마침내 김교(金嶠)의 건의에 따라 목책(木柵)을 두르고, 또 밖에는 녹각(鹿角 : 사슴뿔과 같이 대나무로 짜서 만든 적을 막는 물건)을 늘어놓는 한편, 성 밖에는 갱도를 파고 그위를 평지처럼 하여 적군의 침략에 대비하였다. 6월 24일 새벽 총공격을 내렸으나 강순은 성문을 잠그고 버텼다.
관군은 이시애에게 대궐에 나아가 자수(自首)할 것을 권하였으나 듣지 않았다. 북청에서 패퇴한 이시애군은 다시 군세를 정비하였다.
7월 14일 이시애는 자신의 사위인 이명효(李明孝)로 하여금 홍원·북청·갑산·삼수의 백성들을 모아 탕구령(湯口嶺)을 넘어 홍원 서쪽인 신익평(申翌坪)에 주둔해 관군의 함흥과 북청 통로와 보급로를 차단하였다. 이시합은 이성 이북의 백성을 이끌고 마어령(磨於嶺)을 넘어 2진을 형성하게 하는 동시에, 이시애 자신은 회령 이북의 백성을 이끌고 대문령(大門嶺)을 넘어 열여문평에 진을 쳐서 장기전을 펴고 관군의 자멸을 기다렸다.
한편, 관군은 북청에 있는 군사를 홍원으로 후퇴시키려 하여 1·2·3진으로 나누어 이시애군을 뚧고 나가 장기전에 대비하였다. 이시애는 이 틈을 타서 북청을 점령하였다. 그 동안에도 관군은 이시애 등에게 효유에 나섰으나 이시애가 듣지 않자 결국 장기전으로 나가게 되었다.

#### 불리한 전황과 허유례의 배신
7월말 전세가 상당히 불리해지자, 밀리던 이시애는 여진족과도 내통, 여진족을 끌어들여 대항하였으나 여진족에 파견했던 사자가 당도하기도 전에 신숙주, 허종(許琮), 강순, 어유소(魚有沼), 남이(南怡) 등이 이끄는 3만 군대가 함경남도 홍원(洪原), 북청(北靑)에 주둔하던 이시애군을 격파하고 이원군의 만령(蔓嶺)에서 반란군 주력부대를 분쇄하였다.
7월 31일 이시애는 중봉을 거점으로 2천 명의 병력으로 3중 포열을 한 뒤 결사적으로 버텼다. 그날 유시(酉時)에 이르러 만령 동봉에서 어유소군이 이시애군이 중봉으로 간 것을 접하고, 이시애군의 좌측 허를 찔러 방어선의 일각을 통과함으로써 방어선을 무너트렸다. 이어 관군은 육탄전으로 이시애군을 패퇴시켰다. 결국 이시애는 야음을 틈타 이성 쪽으로 도망쳤다.
8월 1일 관군은 이시애군을 추격해 이성까지 쫓아갔으나 이시애군은 이성군의 객사, 창고 등을 불사르고 다시 북으로 패주하였다. 8월 8일 이성을 출발한 귀성군 등의 관군은 마운령(磨雲嶺)을 넘어 영제원으로 나아가고, 이시애는 단천에 진을 쳐서 남대천(南大川)을 사이에 두고 저항을 시도하였으나 다시 패주하여 길주로 달아났다.
8월 12일 관군 연합군은 이시애군을 추격하여 단천에서 교전하여 패퇴시키고 탈환, 다시 마천령(磨天嶺)을 넘어 영동역(嶺東驛)까지 이시애군을 밀고 나갔다. 이 때 이시애는 허종 휘하의 허유례(許惟禮)의 계교에 빠져 이시합과 함께 체포되었다.

### 패전과 최후
그러나 세조의 유서(諭書)로 반란임을 알게 된 백성들이 협력하지 않고 조정에서 논상절목(論賞節目)이 반포되어 부하 장수들의 동요가 계속되었다. 그리하여 반란이 일어난 지 3개월이 지난 8월에 이르러서야 관군의 전열이 가다듬어져서 홍원‧북청‧이원 등지의 전투에서 관군이 크게 승리하자, 이에~ 이시애는 처조카이자 조정에서 밀파된 길주 출신인 허유례(許惟禮)의 계교로 부하인 이주(李珠)·이운로(李雲露)·황생(黃生) 등에 의하여 체포된다.
```
길주를 거쳐 경성(鏡城)으로 퇴각하여 
여진
으로 도망치려 하였으나, 이시애의 처조카인 사옹원별좌(司饔院別坐) 허유례는 자기 아버지가 억지로 이시애의 일파에게 끌려갔다는 소식을 듣고는, 부하인 이주(李珠), 황생(黃生) 등을 포섭한다. 허유례는 자신의 아버지가 이시애의 수하에서 길주권관(吉州權管)으로 있음을 알고서, 거짓 항복하는 척 하고는 경성 운위원(雲委院)으로 들어가 아버지와 이시애의 수하인 이주(李珠)·이운로(李雲露)·황생(晃生) 등을 설득해 이시애와 이시합 등을 체포게 했다. 이들을 설득하여 자연스럽게 
이시애
 형제에게 접근하여 이시애 형제를 묶어 
남이
 등 토벌군에게 인계하였다. 8월 12일 토벌군 진지에서 처형당한다.
```

### 사후
1467년 8월 12일 토벌군의 진지 귀성군의 진영에서 이시합 등과 함께 거열형에 처해진 뒤 수급과 시신은 각 도에 효수되었다가 버려졌다.

## 가족 관계
- 할아버지 : 이원경(李原京)
- 아버지 : 이인화(李仁和)
- 어머니 : 이름 미상
  - 동생 : 이시합(李施合)
  - 누이 : 이씨
  - 매부 : 이명효(李明孝)
- 부인 : 양천 허씨
  - 처조카 : 허유례

## 관련 작품

### 드라마
- 《한명회》 (KBS2, 1994년~1994년 배우:이성웅)
- 《왕과비》 (KBS1, 1998년~2000년 배우:유종근)
- 《공주의 남자》 (KBS2, 2011년~2011년 배우:차광수)
- 《인수대비》 (JTBC, 2011년~2012년 배우:위창복)

## 같이 보기
- 김종서
- 이시애의 난
- 이징옥의 난
- 이징옥
- 남이

## 관련 서적
- 이가원, 이조명인열전, 을유문화사, 1965
- 차문섭, 한국의 인간상, 신구문화사, 1965
- 이덕일, 사화로 보는 조선 역사, 도서출판 석필, 2002
- 박영규, 한권으로 읽는 조선왕조 실록, 들녘, 1998